# Liaopodisma qinshanensis
Liaopodisma qinshanensis är en insektsart som beskrevs av Zheng, Z. 1990. Liaopodisma qinshanensis ingår i släktet Liaopodisma och familjen gräshoppor. Inga underarter finns listade i Catalogue of Life.